# Ајви (Вирџинија)
Ајви (енгл. Ivy) насељено је место без административног статуса у америчкој савезној држави Вирџинија.

## Демографија
По попису из 2010. године број становника је 905.
| Група             | 2000.    | 2010.       |
| Белци             | 0 (0,0%) | 808 (89,3%) |
| Афроамериканци    | 0 (0,0%) | 46 (5,1%)   |
| Азијати           | 0 (0,0%) | 21 (2,3%)   |
| Хиспаноамериканци | 0 (0,0%) | 22 (2,4%)   |
| Укупно            | 0        | 905         |